# 凡村 (奥恩省)
凡村（法語：Feings，法語發音：[fɛ̃]）是法国奥恩省的一个市镇，属于莫尔塔涅欧佩什区。

## 地理
凡村（48°32'45"N, 0°38'1"E）面积20.24 平方千米，位于法国诺曼底大区奧恩省，该省份为法国西北部内陆省份，北起顺时针与卡爾瓦多斯省、厄尔省、厄尔-卢瓦省、萨尔特省、马耶讷省和芒什省接壤。
与凡村接壤的市镇（或旧市镇、城区）包括：隆尼莱维拉日、圣马尔德雷诺、图鲁夫尔欧佩什、维利耶苏莫尔塔涅。

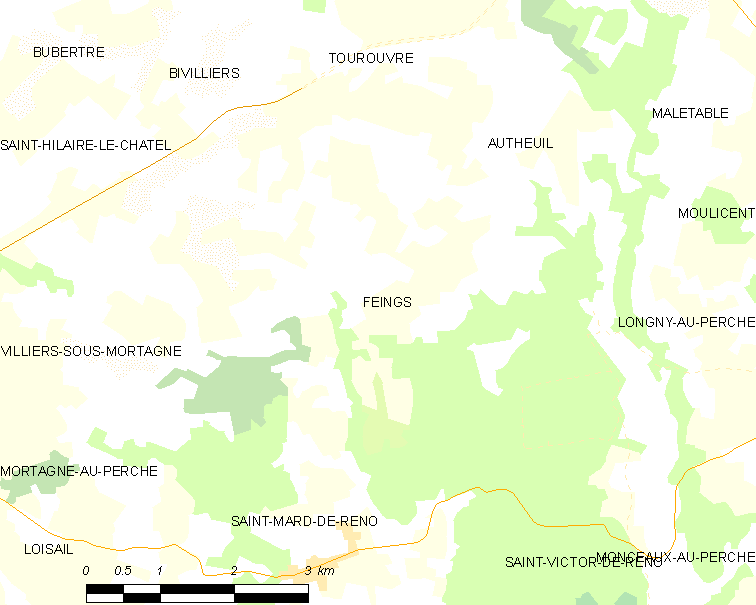
的OSM定位图

凡村的时区为UTC+01:00、UTC+02:00（夏令时）。

## 行政
凡村的邮政编码为61400，INSEE市镇编码为61160。

## 政治
凡村所属的省级选区为莫尔塔涅欧佩什县。

## 人口

1962-2008年间人口变化图示

凡村于2022年1月1日时的人口数量为191人。